# Житлово-комунальне господарство Кіровоградської області

## Загальна характеристика
Територія області, тис. км² — 24,6
Населених пунктів, од. — 1048
- міст обласного значення — 4
- міст районного значення — 8
- селищ міського типу — 26
- сіл — 1010

Чисельність населення (01.01.08), тис. чол. — 1039,74
- міського — 627,77
- сільського — 411,97

Кількість підприємств житлово-комунального господарства — 158
- спільної власності територіальних громад області 10
- власності територіальних громад міст 98
- в управлінні районних державних адміністрацій, яким районні ради делегували повноваження в управлінні майном 1
- знаходяться в управлінні селищних рад 17
- ВАТ «Облсількомунгосп» 31

Чисельність працівників, зайнятих в житлово-комунальному господарстві, чол. 7405

## Житловий фонд
Загальна площа житлового фонду, млн м² 24,7
- місцевих рад (комунальне) 1,21
- державне (відомче) 0,26
- приватне 23,23

Площа ветхого та аварійного, тис. м² 87,0
Відсоток ветхого та аварійного до загальної площі, % 0,1
Забезпеченість житлом 1 мешканця (загальної площі), м² 23,5
Площа приватизованого житлового фонду, млн м² 5,3
Відсоток приватизованого житлового фонду, % 91,7
Обладнання житлового фонду видами благоустрою, % до загальної площі
- централізованим водопроводом 43,0
- централізованою каналізацією 41,2
- централізованим опаленням 49,1
- гарячим водопостачанням 29,7
- газопостачанням 91,2
- електроплитами 1,1

Кількість підприємств по обслуговуванню житлового фонду, од. 61
- комунальної власності 48
- приватних 13

Кількість об'єднань співвласників багатоквартирних будинків, од. 73

## Ліфтове господарство
Кількість населених пунктів, житловий фонд яких обладнаний ліфтами, шт. 10
Загальна кількість ліфтів житлового фонду, шт. 1410
- з них з терміном експлуатації більше 25 років 334

у тому числі:
- місцевих рад 1206

з них з терміном експлуатації більше 25 років 284
- відомчого 49

з них з терміном експлуатації більше 25 років 15
- приватного 145

з них з терміном експлуатації більше 25 років 35
Кількість ліфтів житлового фонду, які не працюють тривалий час і потребують капітального ремонту та заміни, шт. 198
Відсоток ліфтів житлового фонду, які не працюють тривалий час і потребують капітального ремонту та заміни, % 14
Кількість підприємств, що обслуговують ліфти у комунальному житловому фонді, од. 4
- комунальної власності 1
- приватних 3

## Водопровідне господарство
Рівень забезпеченості населених пунктів централізованим водопостачанням, % 28
- міст 100
- селищ міського типу 100
- сіл 25

Рівень забезпеченості населення централізованим водопостачанням, % 74,5
Загальна потужність водопроводу, тис. м³ / добу 468,5
Середньодобова подача води споживачам, тис. куб. л/добу 122,6
Водоспоживання на 1 людину, л/добу 118
Кількість поверхневих водозаборів, од. 5
Кількість свердловин питного водопостачання, од. 206
Протяжність водопровідних мереж, км 2703,7
Протяжність аварійних водопровідних мереж, км 1272,3
Відсоток аварійних водопровідних мереж, % 47,1
Середня собівартість забору, очистки та подачі 1 м³ питної води, грн. 2,54
Витрати електроенергії на забір, очистку та подачу 1 м³ питної води, грн. 0,25
Рівень втрат та не облікованих витрат води, % 40,6
Кількість підприємств по обслуговуванню господарства, од. 30
- комунальної власності 28
- орендних 1
- приватних 1

## Каналізаційне господарство
Рівень забезпеченості населених пунктів централізованою каналізацією, % 16
- міст 100
- селищ міського типу 69
- сіл 1

Рівень забезпеченості населення централізованою каналізацією, % 44
Загальна потужність централізованої каналізації, тис. м³ / добу 185,7
Пропускна спроможність очисних споруд каналізації, тис. м³ /добу 163,7
Скид стічних вод, тис. м³ / добу68,9з повною очисткою 67,7
- з недостатньою очисткою 1,0
- без очистки 0,2

Протяжність каналізаційних мереж, км 893,1
Протяжність аварійних каналізаційних мереж, км 371,1
Відсоток аварійних каналізаційних мереж, % 41,6
Середня собівартість відводу, очистки і скиду стічних вод, грн. 2,26
Витрати електроенергії на перекачку, очистку і скид 1 м³ стічних вод, грн. 0,44
Кількість підприємств по обслуговуванню, од. 24
- комунальної власності 23
- орендних 1

## Теплове господарство
Загальна кількість котелень, шт. 383
- місцевих рад (комунальних)64
- бюджетної сфери318
- промислових підприємств 1

Сумарна потужність котелень, мВт / год. 1726,6
Кількість котелень, які надають послуги з централізованого теплопостачання населенню, шт. 59
- з використанням твердого палива
- з використанням рідкого палива 1
- з використанням природного газу 58

Кількість котелень комунальної теплоенергетики, шт.58
з використанням природного газу 58
Потужність котелень комунальної теплоенергетики, мВт/год 1493,6
Кількість котлів котелень комунальної теплоенергетики, шт. 227
- з терміном експлуатації понад 20 років 103

Загальна площа приміщень, яка опалюється котельними комунальної теплоенергетики, млн м² 10,8
- житлового фонду 4,5
- інших 1,1

Протяжність теплових мереж комунальної теплоенергетики, км 525,4
Протяжність аварійних мереж комунальної теплоенергетики, км 96,9
Відсоток аварійних мереж, % 18,4
Середня собівартість надання послуг теплопостачання, грн. 179,94
Витрати умовного палива на відпуск 1 Гкал теплової енергії, кг 160,29
Витрати електроенергії на 1 Гкал теплової енергії, кВт/год 45,14
Кількість підприємств по обслуговуванню, од.11
- комунальної власності 7
- орендних 2
- колективна власність 2

## Міський електротранспорт
Кількість підприємств, од. 1
- комунальної власності- 0
- орендних 1

Кількість тролейбусних маршрутів, шт.5
Кількість тролейбусів, шт. 56
- до 5 років 5
- від 10 до 15 років 7
- більше 15 років 44

Протяжність одиночної експлуатаційної лінії, км 52,5
Собівартість надання послуг перевезення пасажирів, грн. 0,44
Витрати електроенергії на перевезення 1 пасажира, кВт/пас 0,24
Середньооблікова чисельність працюючих, чол. 272

## Благоустрій
Протяжність вулиць і доріг в населених пунктах, км 2435,5
- з твердим покриттям 1167,1
- з удосконаленим покриттям 838,6

Відсоток доріг з удосконаленим покриттям, % 34,4
Протяжність вулиць, обладнаних закритою дощовою каналізацією, км 70,8
Відсоток вулиць, обладнаних закритою дощовою каналізацією, % 2,9
Протяжність тротуарів, км 968,4
Кількість мостів та шляхопроводів, шт. 93у містах і селищах 93
Протяжність вулиць і доріг із штучним освітленням, км 1257,9
Кількість світлоточок, шт. 16611
Відсоток вулиць і доріг, обладнаних штучним освітленням, % 51,6
Кількість підприємств, залучених до виконання експлуатаційно-дорожніх робіт, од. 57
- комунальної власності 14
- змішаної форми власності-
- дільниць ВАТ «Кіровоградський автодор» 26
- приватних 17

Собівартість витрат на роботу однієї світлоточки, грн. 142,1
Кількість підприємств, які здійснюють ремонт та експлуатацію мереж зовнішнього освітлення, од.31
- комунальної власності 23
- дільниць ВАТ «Кіровоградобленерго» 4

Загальна площа зелених насаджень в межах міст і селищ, тис. га 13,140
Площа зелених насаджень в межах міст і селищ на 1 жителя, м² 170,6
Кількість підприємств, які здійснюють утримання зелених насаджень, од.25
- комунальної власності 21
- приватних 2

## Ритуальне обслуговування
Кількість підприємств, які надають ритуальні послуги, од. 49
- комунальної власності 12
- змішаної форми власності — * приватних підприємців25
- приватних 12

Кількість кладовищ, шт. 1586
у містах і селищах 152
- діючих 109
- закритих 44

благоустроєних 124
у сільській місцевості 1434
діючих 1193
закритих 241
благоустроєних 5991
Відсоток благоустроєних кладовищ, % 70,3
Собівартість надання ритуальних послуг, грн. 971

## Сільська комунальна служба
Кількість підприємств сільського комунального господарства, од. 32
- відкритих акціонерних товариств 1
- товариств з обмеженою відповідальністю 2
- приватних 1
- міжгосподарських комбінатів сільського комунального господарства — * сільських комунальних підприємств, створених при сільрадах 28

Кількість виробничих дільниць, шт. 32
Чисельність працюючих, чол. 300
На обслуговуванні знаходиться:
- котелень, шт. 2
- свердловин питного водопостачання, шт. 72
- Резервних свердловин, шт. 50
- очисних споруд каналізації, шт. 7
- водопровідних та каналізаційних мереж, км 6283,8
- теплових мереж, км 1,5